# Landratsamt Waldshut
Das Landratsamt Waldshut ist das Landratsamtverwaltungsgebäude des Landkreises Waldshut in Waldshut-Tiengen.
Der Sitz der Waldshuter Kreisbehörde, das Großherzogliche Bezirksamt Waldshut und später das Landratsamt Waldshut war zunächst im Waldvogteiamt untergebracht. Die zunehmenden Verwaltungsaufgaben und Verteilung auf zahlreiche Nebenstellen zwangen endlich zu Planungen zu einem Neubau während der Amtszeit des Landrats Norbert Nothhelfer der dann in der Amtszeit von Bernhard Wütz an der Stelle des von Jacques Gros erbauten Waldschlosses realisiert wurde. Mit der Verordnung vom 12. Juli 1864 wurde das Großherzogtum Baden neu in 11 Kreise eingeteilt, dies war der Beginn der heutigen Kreisverwaltung. Die einstige Waldvogtei wurde Großherzogliches Bezirksamt. Oberster Beamter wurde der Oberamtmann, danach in den 1920er Jahren der Landrat mit Sitz im neuen Landratsamt Waldshut das am 3. Mai 1984 eingeweiht wurde.
Das Landratsamt Waldshut umfasst heute fünf Dezernate.

## Landräte des Landkreises Waldshut
- 1921–1931: Otto Schäfer
- 1932–1942: Camill Hofheinz
- 1942–1945: Waldemar Ernst
- 1945–1947: Joachim Straub
- 1947:–1947 Alfons Oswald (kommissarisch)
- 1947–1949: Georg Beck (kommissarisch)
- 1949–1954: Ludwig Seiterich
- 1954–1971: Wilfried Schäfer
- 1971–1979: Norbert Nothhelfer
- 1980–2006: Bernhard Wütz
- 1. September 2006 bis 31. August 2014: Tilman Bollacher
- seit 1. September 2014: Martin Kistler